# Crkva sv. Siksta u Pribiću
Crkva sv. Siksta je crkva u naselju Pribić koje je u sastavu općine Krašić, zaštićeno kulturno dobro.

## Opis dobra
Crkva je slojevita građevina baroknih karakteristika sagrađena u 17. te dograđena u 18. i 19.st. Jednobrodna je, pravokutnog tlocrta s poligonalno zaključenim svetištem, sakristijom, bočnom kapelom i zvonikom poligonalnog presjeka na glavnom pročelju. Trijem uz južno pročelje je naknadno zazidan. Barokni inventar sačuvan je fragmentarno.

## Zaštita
Pod oznakom Z-1877 zavedena je kao nepokretno kulturno dobro - pojedinačno, pravna statusa zaštićena kulturnog dobra, klasificirano kao "sakralna graditeljska baština".